# مدرسة الخضيرة الديمقراطية
مدرسة الخضيرة الديموقراطية (بالإنجليزية:Democratic School of Hadera)، هي مدرسة ديموقراطية تقع في مدينة الخضيرة بإسرائيل تم تأسيسها عام 1987 من قبل ياكوف هيشت. يبلغ عدد الطلاب بها 380 طالب بأعمار تتراوح من 4 إلى 18 عامًا. وهي أكبر مدرسة ديموقراطية من ال25 مدرسة ديموقراطية بإسرائيل.
تدار المدرسة من قبل برلمان مدرسي إسبوعي حيث أن لكل من الطلاب والمعلمين والآباء والخريجين حق في التصويت. ومع ذلك يشارك قليل من الآباء والخريجين في اجتماعات البرلمان.
للطلاب كامل الحرية في اختيار حضور الحصص الدراسية، أو قضاء أوقاتهم في أنشطة أخرى مثل الموسيقى، الرياضة، الرسم، الكمبيوتر، القراءة، التحدث، أو عدم فعل شيء على الإطلاق.
في عام 1993 أقيم أول مؤتمر للتعليم الديموقراطي العالمي في المدرسة الديموقراطية بالخضيرة. وأقيم مرة أخرى في هذه المدرسة عام 1996. وفي عام 2017 سيتم استضافة هذا المؤتمر مجددًا للمرة الثالثة في هذه المدرسة.

## وصلات خارجية
- الموقع الرسمي